# Jacek Malczewski

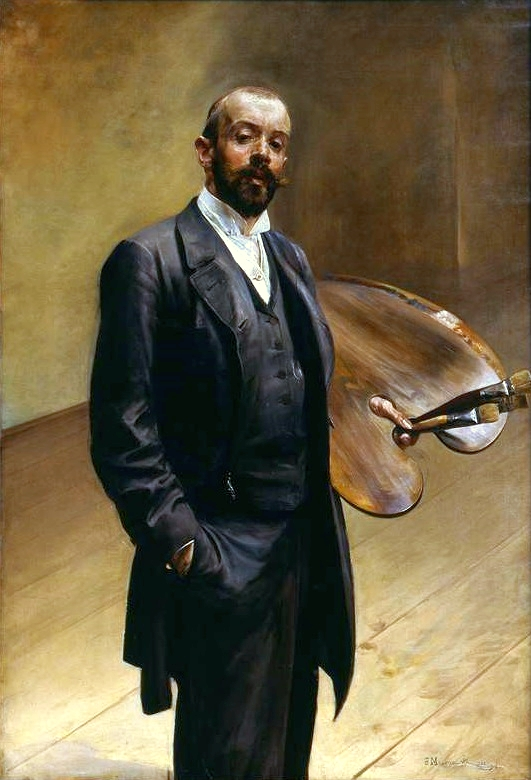
Jacek Malczewski, Selbstporträt mit Palette, 1892

Jacek Malczewski (* 15. Juli 1854 in Radom, Russisches Kaiserreich; † 8. Oktober 1929 in Krakau) war ein polnischer Maler des Modernismus und Symbolismus.

## Leben
Malczewski wuchs in einer verarmten Adelsfamilie auf und wurde zunächst von seinen Eltern unterrichtet. Mit 13 Jahren schickte man ihn auf das Gut eines Onkels. 1871 zog er nach Krakau, wo er das Gymnasium besuchte und Gasthörer an der Schule der Schönen Künste, der späteren Kunsthochschule Krakau, war. Deren erster Direktor, der berühmte Historienmaler Jan Matejko, erkannte das Talent Malczewskis und überredete ihn, gleich ein Kunststudium aufzunehmen, das er anschließend an der École nationale supérieure des beaux-arts de Paris und bei Henri Lehmann fortsetzte. 1896 kehrte er als Professor an die Krakauer Akademie zurück (bis 1900 und wieder von 1912 bis 1921). Von 1912 bis 1914 war er Rektor der Hochschule. 1897 war er einer der Gründer der Krakauer Künstlervereinigung Sztuka.
Malczewski malte zunächst ländliche Genrebilder und realistische Historiengemälde im Stil der Romantik in überwiegend dunklen Farben unter dem Einfluss Arthur Grottgers. Um 1890 begann er sich dem Symbolismus zuzuwenden, blieb inhaltlich jedoch den historischen Themen treu. Zu seinen berühmtesten Bildern gehören Śmierć Ellenai (Der Tod Helenas, 1883), Wigilia na Syberii (Heiligabend in Sibirien, 1892), Melancholia (Melancholie, 1890–1894), Błędne koło (Der Teufelskreis, 1895–1897) und Hamlet polski. Portret Aleksandra Wielopolskiego (1903). Außerdem malte er eine Reihe von Selbstporträts.
Trotz seiner zahlreichen Auslandsaufenthalte (Frankreich, Deutschland, Österreich, Italien, Griechenland, Türkei) beeinflussten ihn am stärksten die polnische Kunst und Folklore. Durch sein Werk wurde er um die Jahrhundertwende zu einer zentralen Figur der Bewegung Junges Polen.
Bestattet ist er in der Krypta verdienter Polen auf dem Skałkahügel in Krakau. Seit 1980 ist er Namensgeber für den Malczewski Point, eine Landspitze von King George Island im Archipel der Südlichen Shetlandinseln in der Antarktis. Ebendort ist die Painters Cove ihm und Jan Matejko zu Ehren benannt.

## Galerie

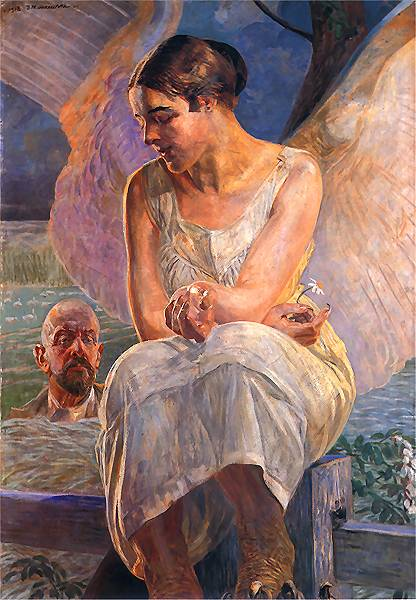
Intermezzo (Selbstbildnis)
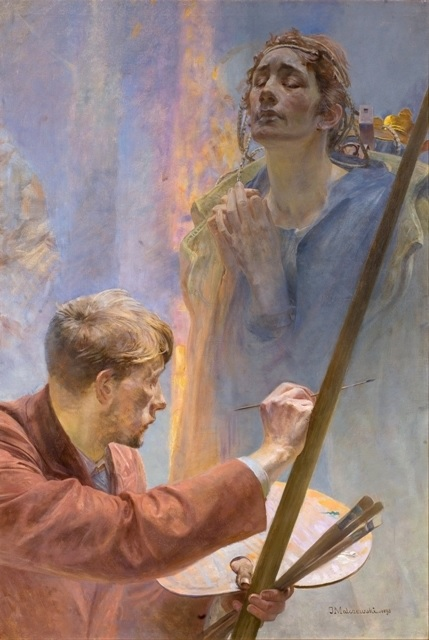
Artysta i muza („Artist und Muse“)
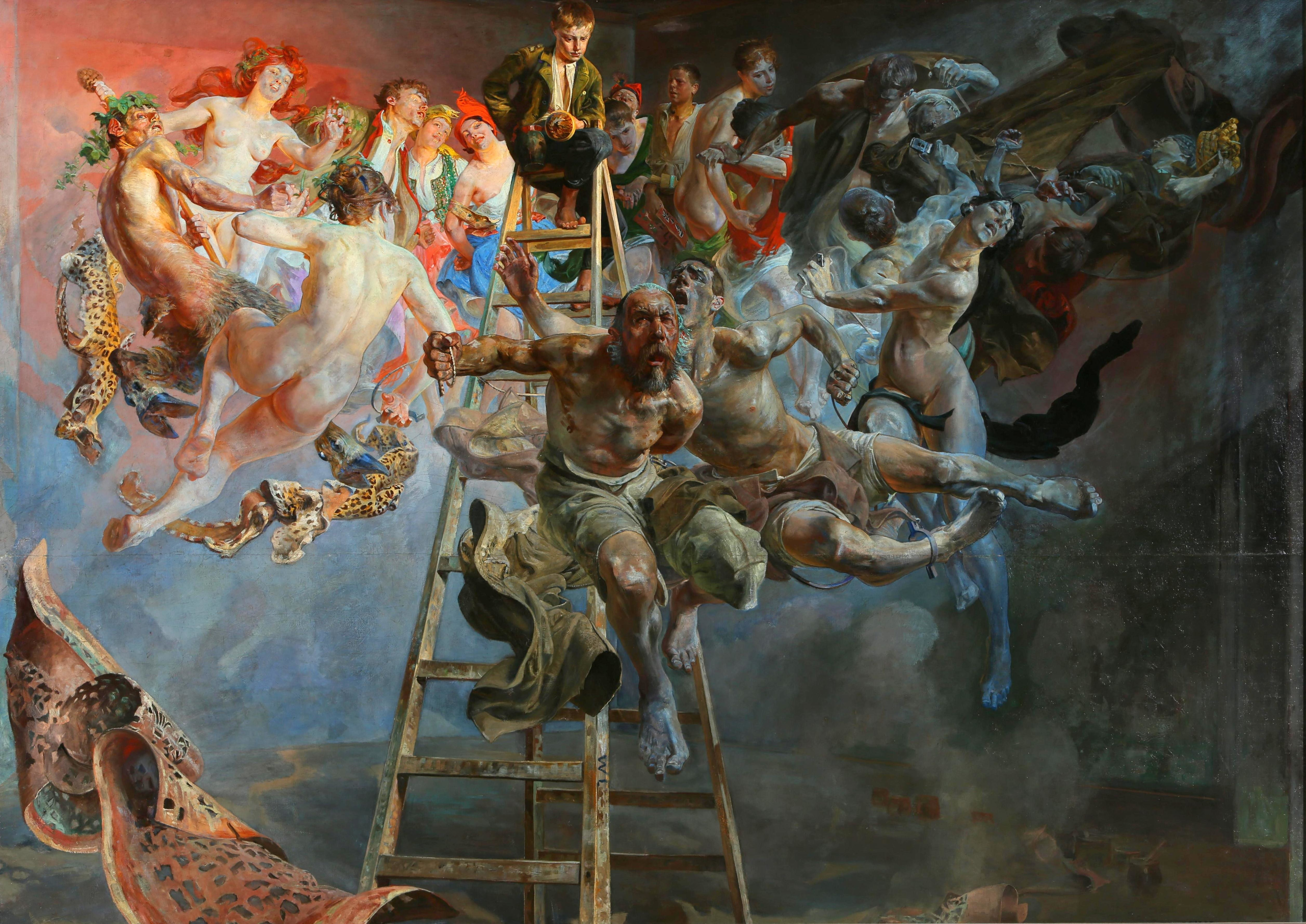
Błędne koło („Der Teufelskreis“)
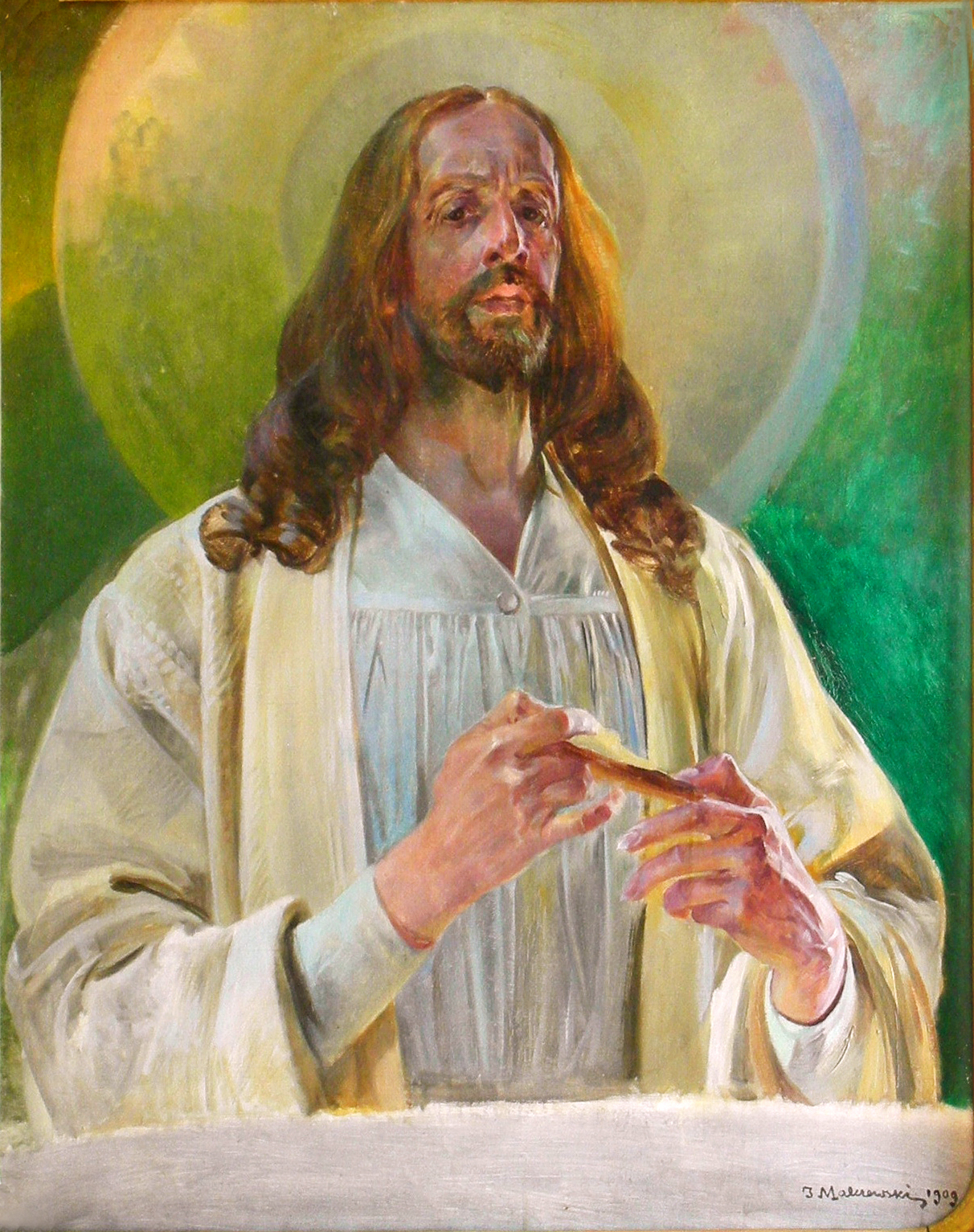
Chrystus w Emaus („Christus in Emmaus“)
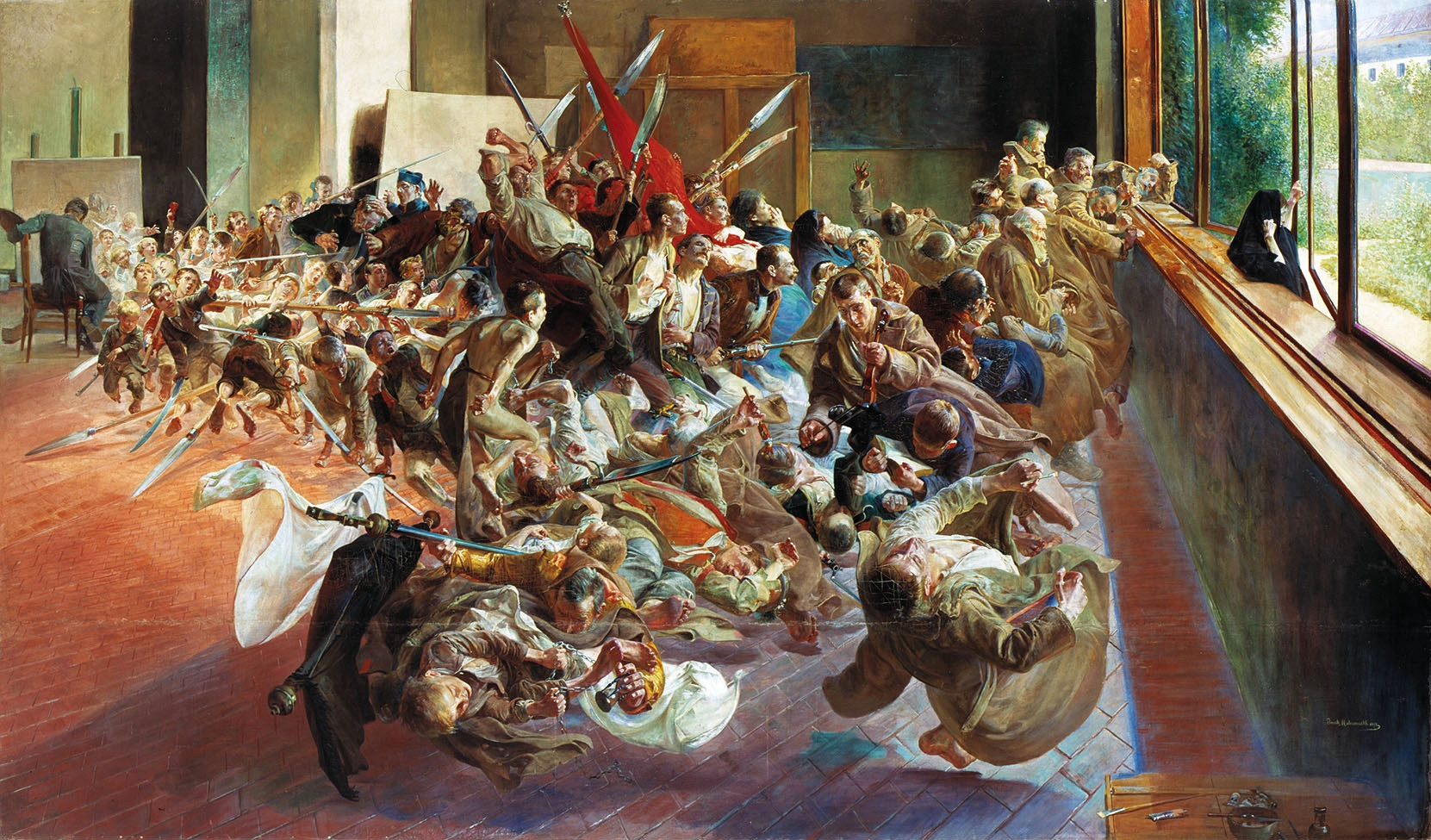
Melancholia („Melancholie“)
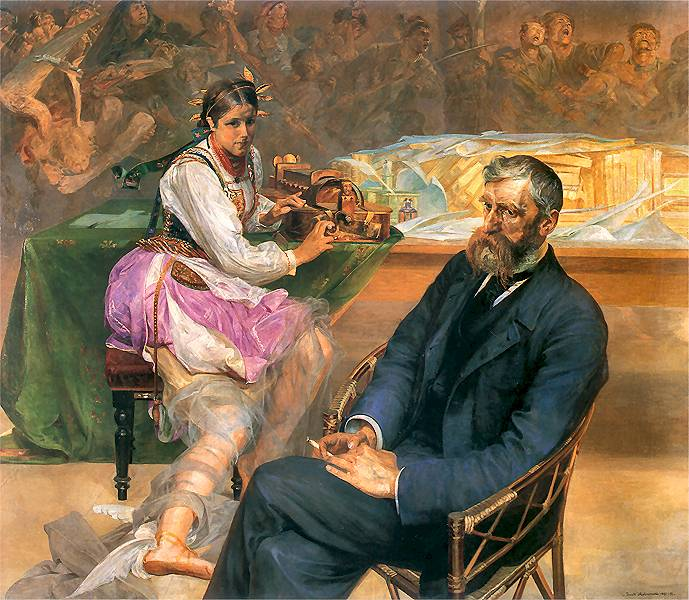
Portret Adama Asnyka z muzą („Porträt des Adam Asnyk mit Muse“)
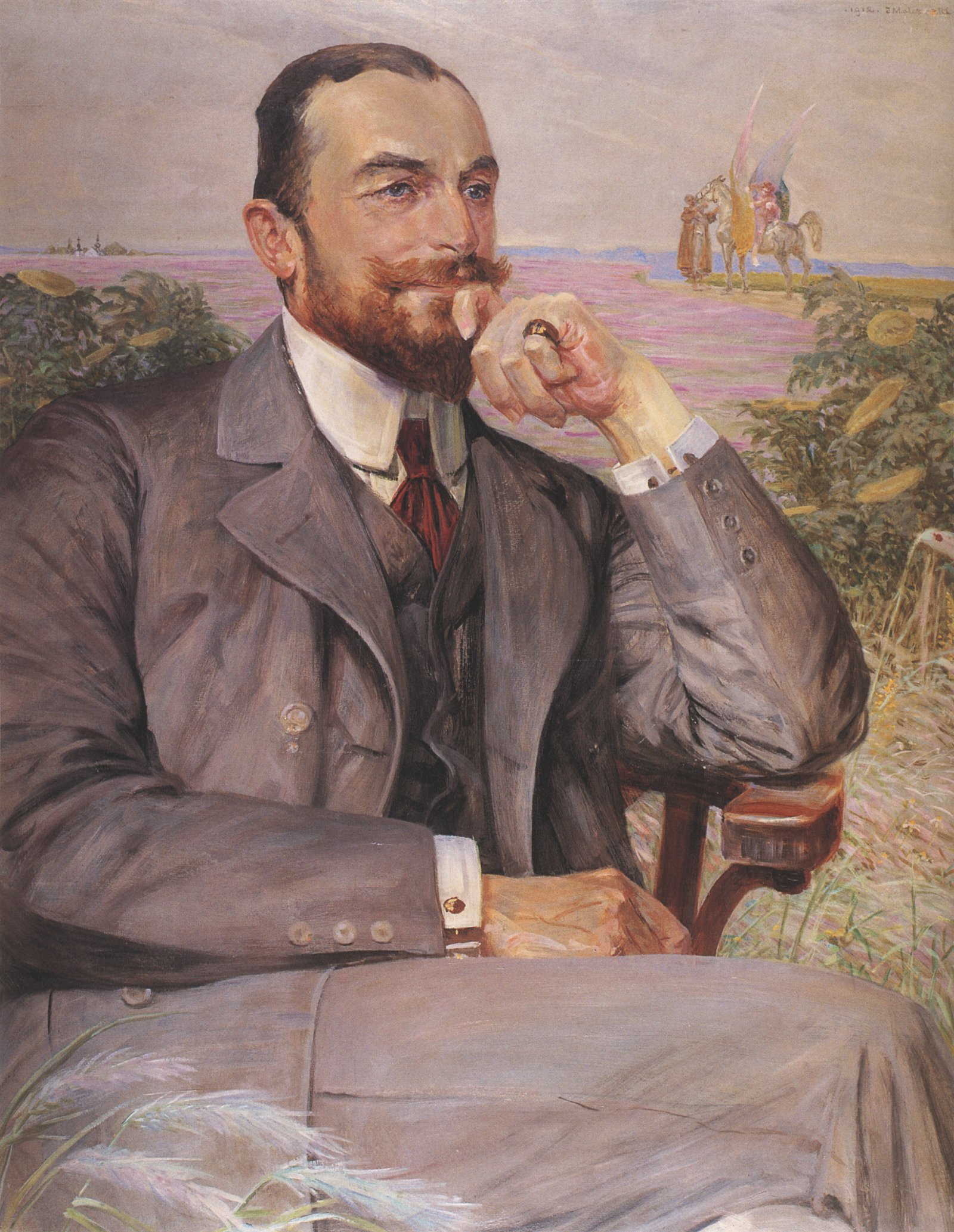
Portret Ludwika Żeleńskiego („Porträt des Ludwik Żeleński“)
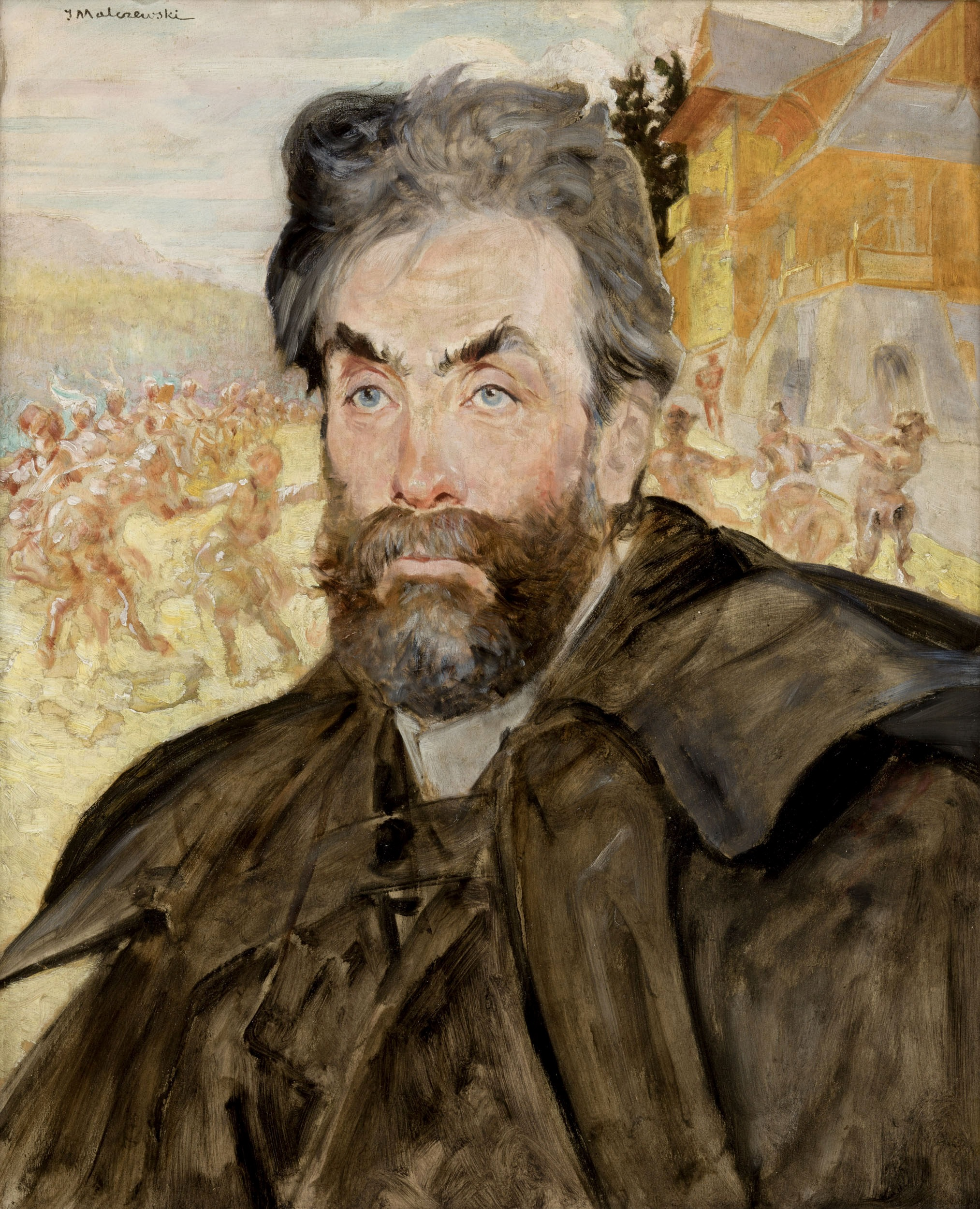
Portret Stanisława Witkiewcza („Porträt des Stanisław Witkiewicz“)
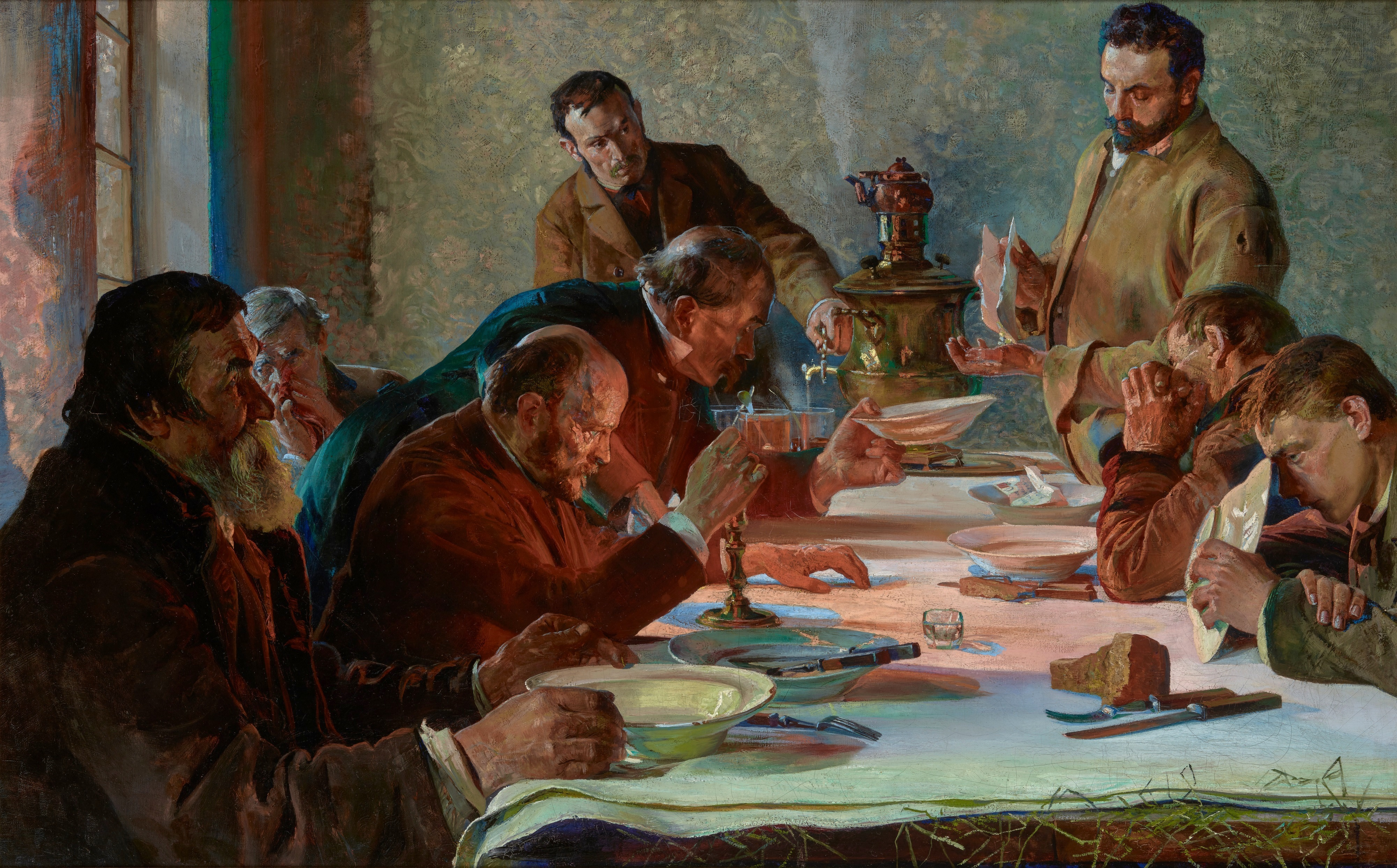
Wigilia na Syberii („Heiligabend in Sibirien“)